# HMS Benbow (1885)
Pour les autres navires du même nom, voir HMS Benbow.
Le HMS Benbow était un des six navires cuirassés de Classe Admiral construits pour la Royal Navy dans les années 1880. 
Achevé en 1888, le Benbow a passé la plus grande partie de sa carrière en réserve, avec seulement de brèves périodes dans la flotte active. Le cuirassé a été mis au rebut en 1909.

## Contexte et conception
La classe Admiral a été construite en réponse aux cuirassés français Hoche et de la Classe Marceau. 
À l'exception de son armement, il s'agit d'une répétition du Anson et du Camperdown.
Il avait une longueur entre perpendiculaires de 100 m, une largeur de 20,88 m et un tirant d'eau de 8,48 m à pleine charge. Ils déplaçaient 10 600 tonnes longues (10 800 tonnes) à charge normale. Les navires avaient un effectif de 523 officiers et matelots.

### Propulsion
Le navire était propulsé par une paire de moteurs à vapeur à expansion composée inversée à 2 cylindres, chacun entraînant une hélice. Les moteurs Maudslay produisaient un total de 8 658 chevaux-vapeur indiqués (6 456 kW) à tirage thermique normal et 10 860 chevaux-vapeur indiqués (8 100 kW) à tirage thermique forcé, utilisant la vapeur fournie par une douzaine de chaudières cylindriques.
Il était conçu pour atteindre une vitesse de 15,7 nœuds (29,1 km/h) à tirage thermique normal et a atteint 17,5 nœuds (32,2 km/h) lors de ses essais en mer en utilisant le tirage thermique forcé. 

### Armement

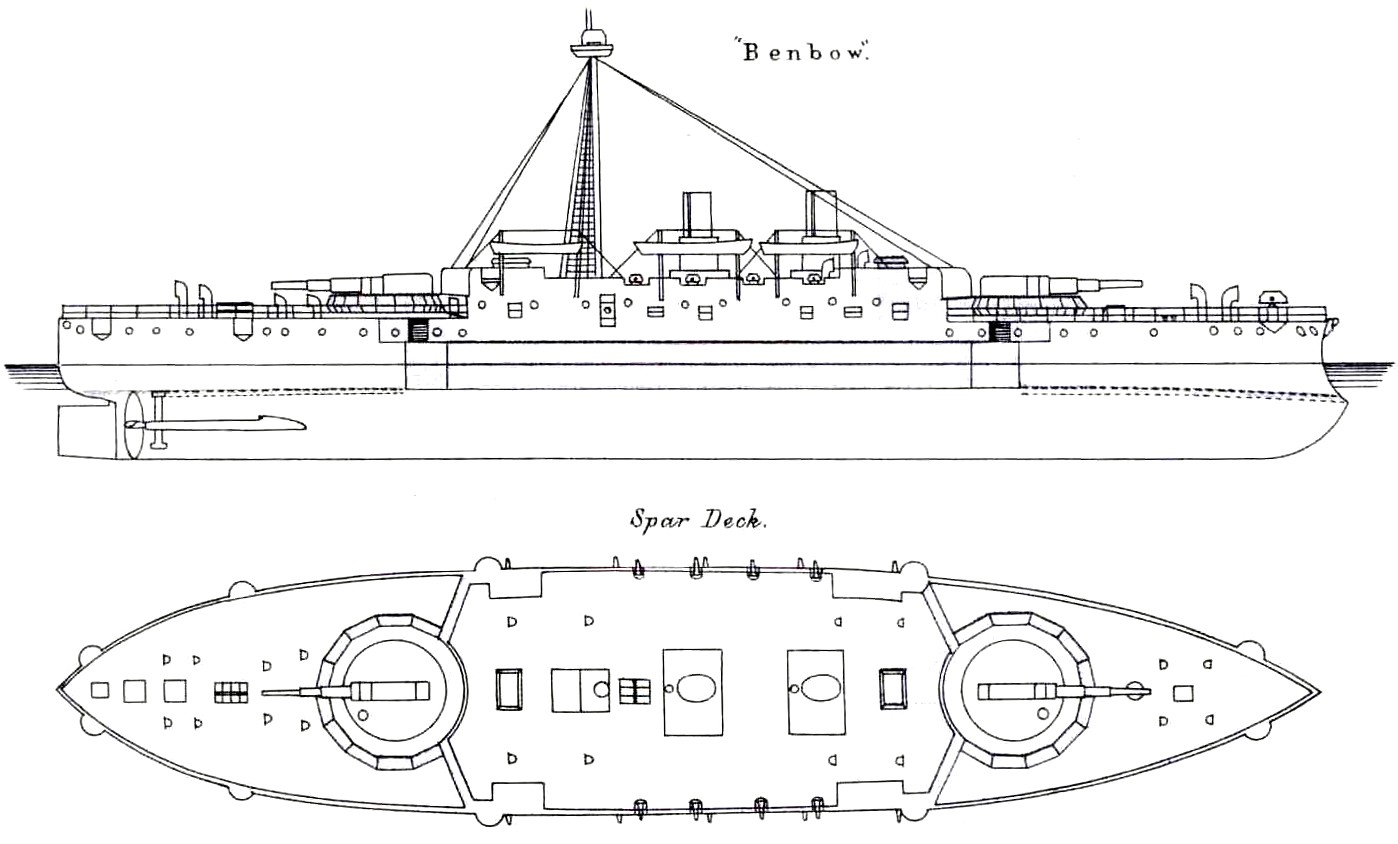
Élévation tribord et plan du pont

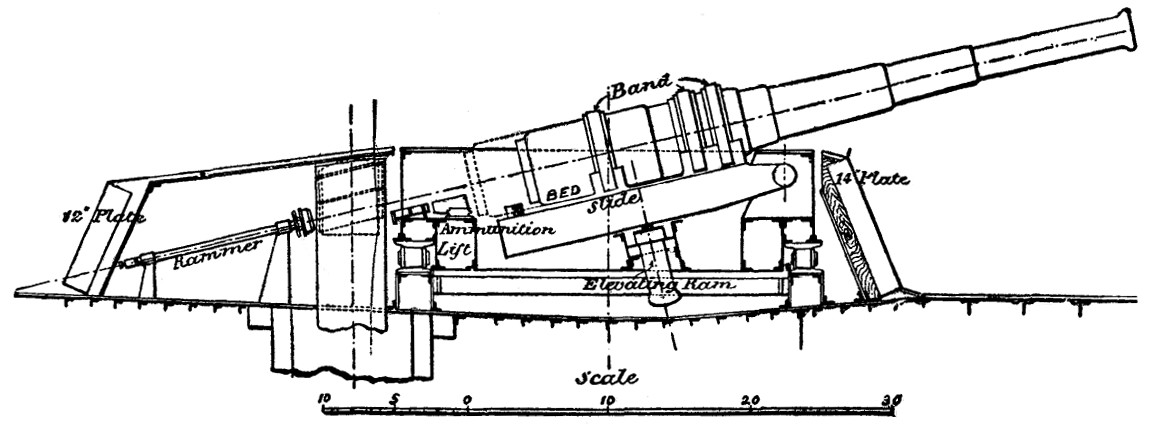
Élévation à droite du support de canon de 16,25 pouces

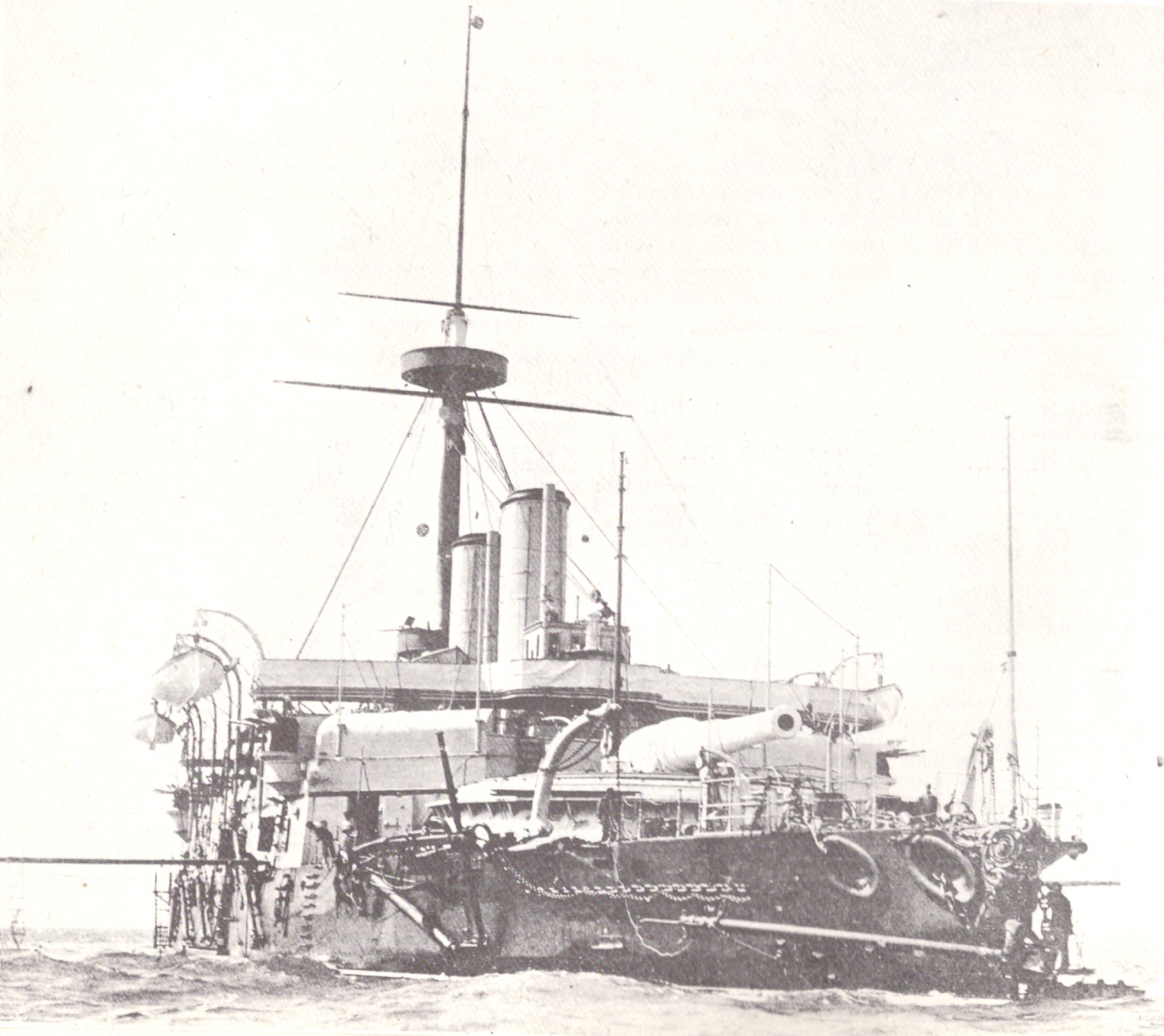
Une vue de la proue tribord du Benbow, montrant bien son son canon de 16,25 pouces avant monté dans une barbette à toit ouvert.

Le contrat pour sa construction a été attribué à Thames Ironworks, et stipulait une livraison dans les trois ans. À l'époque de sa construction, et en fait pendant de nombreuses années par la suite, le facteur limitant de la construction des cuirassés était le temps considérable nécessaire à la fabrication de l'artillerie lourde, et il était reconnu que le canon de calibre 13,5 pouces, qu'il était prévu d'installer sur les autres navires de la classe, était et resterait en quantité insuffisante. Le chantier naval était donc confronté au choix suivant : soit revenir à un armement de calibre 12 pouces, disponible mais considéré comme inférieur aux canons montés sur les navires étrangers contemporains, soit monter le nouveau canon Elswick BL de 16,25 pouces.
Bien que les canons contemporains de calibre 12 pouces soient parfaitement capables de détruire n'importe quel navire à flot, les canons les plus grands ont été choisis et montés individuellement dans des barbettes placées à chaque extrémité de la superstructure. À l'exception de l'armement de 18 pouces monté sur le HMS Furious et sur certains monitors, il s'agissait des canons de plus gros calibre jamais montés sur un navire de la Royal Navy. L'une de ces pièces pesait néanmoins moins qu'une paire de canons de 13,5 pouces, et le poids économisé était utilisé pour augmenter le nombre de canons de 6 pouces dans la batterie de bord. Les gros canons n'étaient pas un substitut tout à fait satisfaisant à l'armement de leurs navires-jumeaux. Ils étaient lents à charger, la cadence de tir n'étant que d'un obus toutes les quatre ou cinq minutes ; les chances d'atteindre la cible, qui étaient fonction du nombre de canons utilisés, étaient réduites ; la bouche du canon avait tendance à s'affaisser ; et le revêtement du canon ne durait que pendant quelque soixante-quinze obus, le remplacement étant une opération difficile et longue.
L'armement secondaire du Benbow  consistait en dix canons BL 6 pouces (152 mm) Mk IV de calibre 26 sur des supports simples. Ils tiraient des obus de 45 kg qui avaient la capacité de pénétrer 267 mm de fer forgé à 900 m. Ils avaient une portée de 8 070 m à une élévation de +15° en utilisant de la poudre noire prismatique. À partir de 1895 environ, tous ces canons ont été convertis en canons à tir rapide (QF) avec une cadence de tir beaucoup plus rapide. L'utilisation de la cordite a permis d'augmenter leur portée à 8 481 m. Pour se défendre contre les torpilleurs, les navires transportaient une douzaine de canons Hotchkiss QF 6-pounder de 2,2 pouces (57 mm). Le Benbow  possédait également cinq tubes lance-torpilles de 14 pouces (356 mm) au-dessus de l'eau, à l'arrière du navire.

### Blindage
Le schéma de blindage du Rodney et du Howe était pratiquement identique à celui du Collingwood. La ceinture de blindage  de la ligne de flottaison, constituée d'un blindage composite, s'étendait au milieu des navires entre l'arrière de chaque barbette sur une longueur de 42,7 m. Elle avait une hauteur totale de 2,3 m de profondeur, dont 2 m sous l'eau et 0,3 m au-dessus à charge normale; à charge profonde, leur tirant d'eau augmentait encore de 152 mm. Les 1,2 m supérieurs de la ceinture de blindage avaient une épaisseur de 457 mm et les plaques s'effilaient à 203 mm au niveau du bord inférieur. Des cloisons latérales aux extrémités de la ceinture la reliaient aux barbettes; elles avaient une épaisseur de 406 mm au niveau du pont principal et de 178 mm en dessous.
L'épaisseur des barbettes variait de 254 à 292 mm, les palans à munitions principaux étant protégés par des tubes blindés aux parois de 305 mm d'épaisseur. Les tours de contrôle avaient également des parois de cette épaisseur ainsi que des toits de 51 mm d'épaisseur. Le pont de la citadelle blindée centrale avait une épaisseur de 76 mm et le pont inférieur avait une épaisseur de 64 mm depuis les extrémités de la ceinture jusqu'à la proue et la poupe.

## Construction et carrière
Nommé HMS Benbow, en l'honneur de l'amiral John Benbow, la pose de la quille du Benbow a été réalisée au chantier naval de Blackwall de Thames Iron Work le 1er novembre 1882. Il a été lancé par Catherine Gladstone, épouse de l'ancien Premier ministre William Gladstone, le 15 juin 1885, et a été achevé en juin 1888.
Il a été mis en service le 14 juin 1888 pour la Mediterranean Fleet (flotte de la Méditerranée), avec laquelle il a servi jusqu'en octobre 1891. Il a ensuite été maintenu dans la réserve jusqu'en mars 1894, avec deux courtes commissions pour participer à des manœuvres. De 1894 à avril 1904, il a servi comme gardien à Greenock. Le captain Richard Penrose Humpage en assure le commandement à partir de septembre 1899. Le capitaine Francis Raymond Pelly lui succède en juin 1901. Selon le recensement de 1901 (2 avril 1901)( RG13: Piece: 2114 Folio: 163), le HMS Benbow faisait partie de la reserve fleet (flotte de réserve) au large de Keyham Dockyard Devonport. Il a pris part à la revue de la flotte (fleet review) qui s'est tenue à Spithead le 16 août 1902 pour le couronnement du roi Edward VII.
Il est resté dans la réserve jusqu'à ce qu'il soit vendu à Thos. W. Ward le 13 juillet 1909 et mis au rebut à Morecambe, en Angleterre.

## Sources
- (en) Cet article est partiellement ou en totalité issu de l’article de Wikipédia en anglais intitulé « HMS Benbow (1885) » (voir la liste des auteurs).